# Cimballa
Cimballa és un municipi de la província de Saragossa situat a la comarca de la Comunitat de Calataiud. El 2021 tenia 93 habitants. El 2023 tenia 90 habitants.